# Humptrup
Humptrup (północnofryz. Humptoorp, duń. Humtrup) – gmina w Niemczech w kraju związkowym Szlezwik-Holsztyn, w powiecie Nordfriesland, wchodzi w skład Związku Gmin Südtondern.